# Сто полей
«Сто полей» — фантастический роман Юлии Латыниной из цикла «Вейская империя», написанный с использованием стилистики западноевропейских средневековых хроник, китайского средневекового романа и при этом связанный (по мнению многих критиков) с российскими реалиями.

## Сюжет
В хронологии цикла идет перед «Колдунами и министрами», но издана позднее. Книга состоит из двух частей: «Страна ложных имен», «Страна великого света» в них описывается путь землян случайно попавших на неизвестную планету сначала в феодальное королевство, а потом в высокоорганизованную империю, схожую с танским Китаем. В текст романа вплетены рассуждения автора об истории, экономике, социологии.
Сто полей — название вейской игры, имеющей сходство с шахматами.
Космический грузовой корабль земной Федерации "Орион" спасаясь от пиратов попадает на неизвестную планету. Из-за странного психического воздействия терпит крушение. Экипаж корабля во главе с 27-летним капитаном Ванвейленом решает добраться до исправного модуля корабля и покинуть планету. Ситуация осложняется тем, что развитие планеты примерно соответствует земному Средневековью, а в исправном модуле находятся три тонны новейшего оружия, с помощью которого средневековая война может превратится в массовое истребление.
Действие происходит в Вейской империи, куда падает исправный модуль с оружием, и Горном Варнарайне, бывшей провинции империи, отделенной от метрополии горами, которая отпала 200 лет назад в пору смуты и превратилась в феодальное королевство.
Ванвейлен, накопав золота в брошенных в смутную пору городах, с экипажем прибывает в Варнарайн, где рассчитывает продать его. Его надежды не оправдываются - воинственные рыцари Варнарайна предпочитает грабеж торговле, а в городах цеховая организация не дает развернуться пришлым купцам. Кроме того, местный аристократ Марбод Кукушонок считает землян колдунами и пытается использовать их для организации дворцового переворота.
Ванвейлен пытается лавировать между Кукушонком, советником короля Арфаррой и купцом Даттамом для выполнения своей цели - проникнуть в империю,найти упавший корабль, продать золото и улететь. Трудности продолжаются. Оказывается, Вейская империя - государство бюрократического социализма, где все стороны жизни подчинены чиновникам. В итоге империя сама приходит к путешественникам: советник Арфарра, оказавшийся вейским агентом влияния, организует переворот, устраняет Марбода и возвращает Варнарайн в состав империи. 
В это время оружие попадает в руки экзарху Харсоме и честолюбивому военачальнику Баршаргу, который пытается использовать его для укрепления позиций в империи. В результате ценой невероятного везения землянам удается сохранить найденное золото, утопить оружие и улететь с планеты.

## Издания
- Впервые издан в 1996 году в издательстве «Терра» тиражом 35 тыс. экземпляров, включая «Повесть о Золотом государе».
- В 2000 году переиздан в издательстве «Олма-Пресс» тиражом 7 тыс. экз., в двух книгах, включая «Повесть о Золотом государе».
- В 2010 году в издательстве АСТ переиздан тиражом по 4000 экз. с авторскими изменениями.

## Рецензии и отзывы
- Андрей Василевский. Юлия Латынина. Сто полей. Роман. Юлия Латынина. Колдуны и Империя. Роман/ Новый мир, 1997, № 3.
- Олег Лазарев. О «комиксе по мотивам Адама Смита»